# Підковоподібний поворот (Пенсільванія)

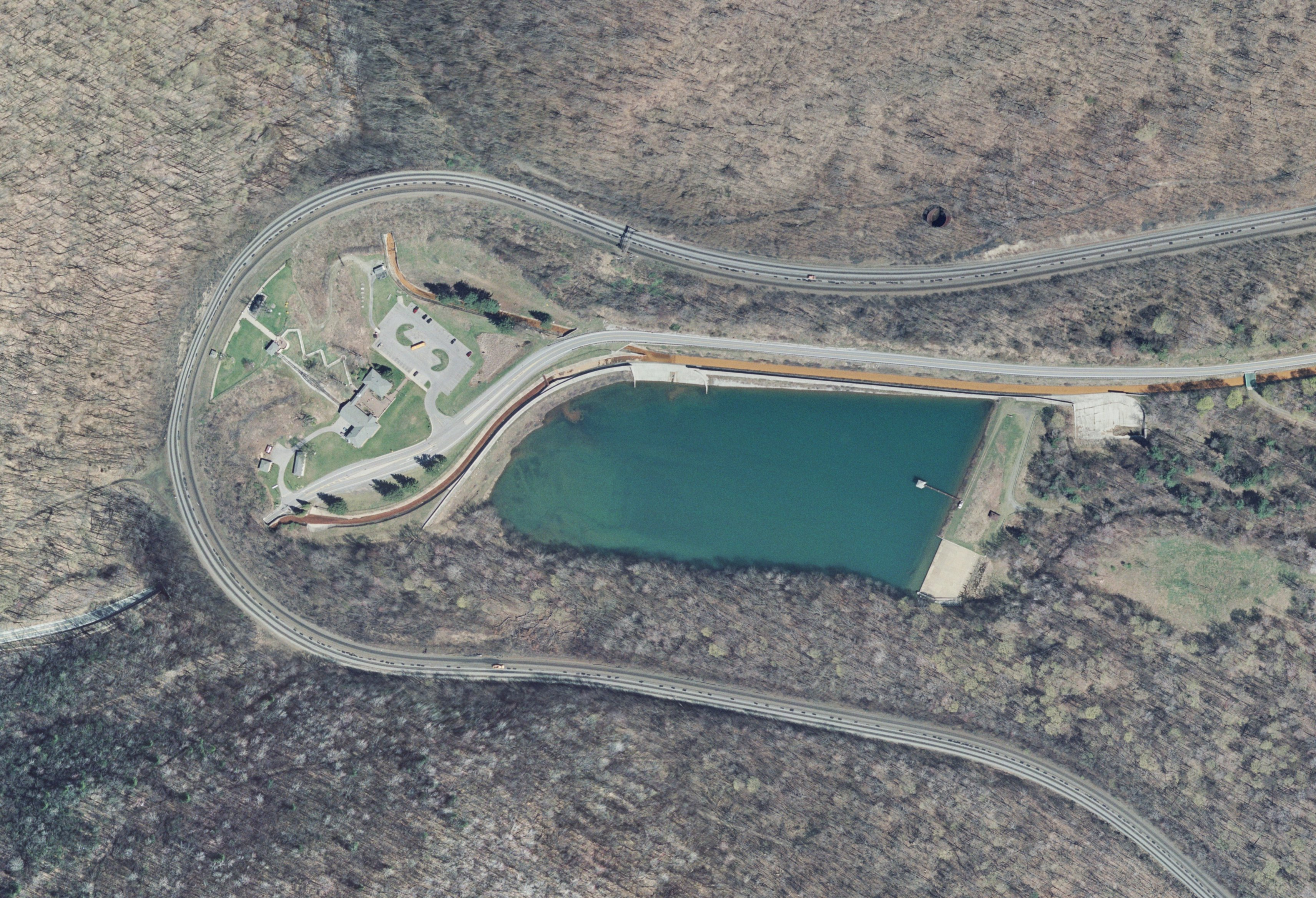
Ортофотографія Підковоподібного повороту. Потяги рухаються проти годинникової стрілки. Інформаційно-туристичний центр та оглядовий парк розміщені на «верхівці» повороту.

Підковоподібний поворот — триколійний залізничний поворот Піттсбурзької лінії Норфолк Саусерн Рейлвей в окрузі Блер, Пенсільванія. Поворот простягається на 724 метри завдовжки та на 400 метрів у діаметрі; його звела компанія Пенсільванія Рейлроуд як спосіб зменшення куту схилу до вершини Аллеганських гір. Зрештою поворот замінив часозатратну залізничну дорогу Аллегані Портедж — єдиний інший шлях через гори для більших потягів.

Ця залізнична лінія була важливою з часу її відкриття, а впродовж другої світової війни поворот став ціллю нацистської Німеччини в рамках операції Пасторіус 1942 року. Відтак поворот був власністю компаній-спадкоємниць Пенсільванія Рейлроуд: Пен Централ, Конрейл та Норфолк Саусерн. Підковоподібний поворот додали до Національного реєстру історичних місць та визнали Національною історичною пам'яткою 1966 року, відтак він став Національною історичною пам'яткою цивільної інженерії 2004 року.
Підковоподібний поворот давно є привабливим для туристів, а 1879 року було споруджено колійний оглядовий парк. На початку 1990-х парк перебудували та звели інформаційно-туристичний центр, яким опікується Пам'ятний музей залізничників, де містяться експонати, що так чи інакше пов'язані з поворотом.

## Розташування та дизайн

Топографічна карта місцевості поблизу Підковоподібного повороту

Підковоподібний поворот розташований на Піттсбурзькій лінії Норфолк Саусерн Рейлвей між містами Піттсбургом та Гаррісбергом у штаті Пенсільванія. Потяги, що рухаються в західному напрямку підіймаються під 1.85-відсотковим нахилом упродовж 19 кілометрів — від Алтуни до Галліцина, відтак західніше Галліцинських тунелів потяги минають верхівку Аллеганських гір і 40 кілометрів спускаються до Джонстауна під 1.1-відсотковим нахилом.
Поворот розташований на 8 кілометрів західніше від Алтуни в містечку Логан, що в окрузі Блер у 242-милевій точці. Пам'ятне шосе ветеранів округу Блер (SR 4008) проходить у долині на захід від Алтуни та заходить у тунель під поворотом. Підковоподібний поворот огинає греблі та озера, що є власністю Алтунського управління водними ресурсами, яке постачає місто водою. Поворот охоплює два яри, утворені потічками: Кіттаніннг-Ран у північній частині долини, та Гленвайт-Ран у південній.
Кожні 30 метрів колія Підковоподібного повороту змінює кут повороту на 9 градусів і 15 мінут, загальний кут повороту дорівнює 220 градусам. Поворот є 724 м завдовжки, і у своїй найширшій частині має 400 метрів у діаметрі. Підковоподібний поворот опускається зі своєї найвищої точки 500 метрів над рівнем моря, що є у його південній частині до найнижчої, рівнем 490 метрів, північної частини. Пенсільванія Рейлроуд подає значення кута нахилу колії по відношенні до горизонту 1.45 відсотка, водночас, Норфолк Саусерн подає значення 1.34 відсотка. 2011 року встановили колію з середньою масою 67.5 кг/м. Через підвищення тенденції використання дизельного пального і початком використання динамічних гальм та системи змащування колії, рейки уздовж повороту розвернули зліва направо, для збільшення терміну їх експлуатації.